# Hong Wei
Hong Wei (chiń. 洪炜, ur. 4 października 1989 r. w Xiamen) – chiński badmintonista, brązowy medalista mistrzostwa świata oraz trzykrotnie mistrzostw Azji. Uczestnik Letnich Igrzysk Olimpijskich 2016 w Londynie. Występuje w grze podwójnej z Chai Biao.

## Występy na igrzyskach olimpijskich
| Runda                 | Partner               | Przeciwnik                     | Wynik                 | Osiągnięcie           |                       |
| Gra podwójna mężczyzn | Gra podwójna mężczyzn | Gra podwójna mężczyzn          | Gra podwójna mężczyzn | Gra podwójna mężczyzn | Gra podwójna mężczyzn |
| --------------------- | --------------------- | ------------------------------ | --------------------- | --------------------- | --------------------- |
| Faza grupowa          | Chai Biao             | Hiroyuki Endo Kenichi Hayakawa | 18–21, 21–14, 21–23   | 4. miejsce            |                       |
| Faza grupowa          | Chai Biao             | Manu Attri B. Sumeeth Reddy    | 21–13, 21–15          | 4. miejsce            |                       |
| Faza grupowa          | Chai Biao             | Mohammad Ahsan Hendra Setiawan | 21–15, 21–17          | 4. miejsce            |                       |
| Ćwierćfinał           | Chai Biao             | Władimir Iwanow Iwan Sozonow   | 21–13, 16–21, 21–16   | 4. miejsce            |                       |
| Półfinał              | Chai Biao             | Goh Wei Shem Tan Wee Kiong     | 18–21, 21–12, 17–21   | 4. miejsce            |                       |
| Mecz o 3. miejsce     | Chai Biao             | Marcus Ellis Chris Langridge   | 18–21, 21–19, 10–21   | 4. miejsce            |                       |